# Love etc. (Pet Shop Boys)
Love etc. is de eerste single en eerste track van het album Yes van de Pet Shop Boys. Het nummer is geschreven door Neil Tennant, Chris Lowe en Xenomania. De productie was eveneens in handen van Xenomania, die verantwoordelijk waren voor de productie van alle nummers op het album Yes. De single is uitgebracht op 16 maart 2009 als cd-single en als download.

## Achtergrond
Love etc. wordt door de Pet Shop Boys zelf omschreven als "a post-lifestyle anthem which sounds like nothing we've done before". Het nummer beschrijft een bewustwordingsproces van de zaken in het leven die echt belangrijk zijn, ingegeven door de wereldwijde financiële crisis.
Het nummer is gebaseerd op een instrumentale track die Xenomania al klaar had voordat zij samen met de Pet Shop Boys de studio ingingen. De track was oorspronkelijk bedoeld voor een ander project van Xenomenia, maar de Pet Shop Boys wisten hen over te halen de track te mogen gebruiken. Neil Tennant schreef de tekst. Love etc. was vanaf het moment dat eraan gewerkt werd bedoeld als de eerste single van het album. Men begon pas met het werken aan de rest van het album toen Love etc. naar tevredenheid was afgerond.

## Tracks
Van Love etc. zijn de volgende officiële versies uitgebracht:
- Love etc. (3:32)
- Love etc. (instrumental) (3:32)
- Love etc. (Pet Shop Boys mix) (6:21)
- Love etc. (Pet Shop Boys dub) (6:19)
- Love etc. (Pet Shop Boys sex mix (6:18)
- Love etc. (Gui Boratto remix) (8:07)
- Love etc. (Kurd Maverick remix) (5:59)
- Love etc. (Kurd Maverick dub) (5:59)
- Love etc. (Frankmusik Star & Garter dub) (3:23)
- Love etc. (Beautiful dub) (6:23)

Verder zijn er twee nieuwe tracks opgenomen als B-kant:
- We're all criminals now (3:55)
- Gin and Jag (4:30)

Van Gin and Jag bestaat een remix die alleen op promotie-uitgaven is uitgebracht:
- Gin and Jag (Frisky mix) (7:14)

## Videoclip
De videoclip van Love etc. is een animatiefilm gemaakt door de Nederlander Han Hoogerbrugge. De clip is te bekijken op YouTube.

## Uitgaven

### Cd-promotiesingle 1
Verschijningsdatum: 2 februari 2009

Parlophone CDRDJ 6765 (EMI) / EAN 5099926739328
Tracks:
1. Love etc. (3:32)

### Cd-promotiesingle 2
Verschijningsdatum: februari 2009

Parlophone
Tracks:
1. Love etc. (Gui Boratto remix) (8:07)
2. Love etc. (Pet Shop Boys mix) (6:21)
3. Love etc. (Pet Shop Boys sex mix (6:18)
4. Love etc. (Pet Shop Boys dub) (6:19)
5. Love etc. (Kurd Maverick remix) (5:59)
6. Gin and Jag (4:30)
7. Gin and Jag (Frisky mix) (7:14)
8. Love etc. (Kurd Maverick dub) (5:59)
9. Love etc. (Frankmusik Star & Garter dub) (3:23)

### UK CD 1
Verschijningsdatum: 16 maart 2009

Parlophone CDR 6765 / EAN 5099969533228
Tracks:
1. Love etc. (3:32)
2. Gin and Jag (4:30)

### UK CD 2 / EU CD
Verschijningsdatum: 16 maart 2009

UK: Parlophone CDRS6765 / EAN 5099969533426
EU: Parlophone EAN 5099969533624
Tracks:
1. Love etc. (3:32)
2. Love etc. (Pet Shop Boys mix) (6:21)
3. Love etc. (Gui Boratto remix) (8:07)
4. Love etc. (Kurd Maverick remix) (5:59)
5. Love etc. (Frankmusik Star & Garter dub) (3:23)
6. Love etc. (Kurd Maverick dub) (5:59)

### Digital Bundle 1
- Love etc. (3:32)
- We're all criminals now (3:55)
- Vulnerable (3:32)
- Did you see me coming? (4:40)

Vulnerable en Did you see me coming? zijn afkomstig van het album Yes.

### Digital Bundle 2
- Love etc. (Pet Shop Boys mix) (6:21)
- Love etc. (Gui Boratto remix) (8:07)
- Love etc. (Kurd Maverick remix) (5:59)
- Love etc. (Frankmusik Star & Garter Dub) (3:23)

## Trivia
- De officiële première van de single zou op maandag 9 februari 2009 zijn op BBC Radio 2. Op vrijdag 6 februari 2009 werd hij echter al gedraaid op 3FM in Ekstra Weekend.
- Van 23 februari 2009 tot 26 februari 2009 werd Love etc. minstens drie keer per dag gedraaid op 3FM. Michiel Veenstra, die inviel voor Rob Stenders, en Gerard Ekdom draaiden het nummer elke dag in hun programma's als "de geheime Megahit".
- De single lag in de EU 1 dag later in de winkel dan gepland, vanwege problemen bij de productie. CD 2 werd geproduceerd met de hoes van CD 1. Deze exemplaren hebben de winkels niet bereikt.